# La’Mical Perine
La’Mical Perine (* 30. Januar 1998 in Mobile, Alabama) ist ein US-amerikanischer American-Football-Spieler der Pittsburgh Steelers auf der Position des Runningbacks. Er spielte zuvor kurzzeitig für die Green Bay Packers in der National Football League (NFL).

## Frühe Jahre
Perine wuchs in seiner Geburtsstadt auf, wo er die Theodore High School besuchte, an der er in der Football- und Basketballmannschaft der Schule aktiv war. In der Footballmannschaft war er in den letzten drei Jahren Stammspieler und konnte dabei mit dem Ball für 3624 Yards und 30 Touchdowns laufen und fing dazu nochmal den Ball für zwei weitere Touchdowns. Nach seinem Highschoolabschluss erhielt er ein Stipendium der University of Florida in Gainesville, Florida, für die er von 2016 bis 2019 spielte. Dabei konnte er in 50 Spielen mit dem Ball für 2485 Yards und 22 Touchdowns laufen und zusätzlich den Ball für 674 Yards und 8 Touchdowns fangen. Mit seiner Mannschaft konnte Perine in der Zeit 2016 den Outback Bowl, 2018 den Peach Bowl und 2019 den Orange Bowl gewinnen. In letzterem wurde er sogar zum MVP des Spiels gewählt.

## NFL
Beim NFL-Draft 2020 wurde Perine in der 4. Runde an 120. Stelle von den New York Jets ausgewählt. Sein NFL-Debüt konnte er daraufhin am 2. Spieltag bei der 13:31-Niederlage gegen die San Francisco 49ers geben und konnte dabei mit dem Ball für 17 Yards laufen. Daraufhin kam er in den nächsten Spielen ebenfalls regelmäßig zum Einsatz. Am 7. Spieltag konnte er bei der 10:18-Niederlage gegen die Buffalo Bills mit dem Ball für 40 Yards laufen, seine Saisonhöchstleistung sowie seinen ersten Karriere-Touchdown erzielen. Nach der 28:34-Niederlage gegen die Los Angeles Chargers am 11. Spieltag, bei der er ebenfalls einen Touchdown erzielte, wurde er allerdings mit einer Knöchelverletzung auf die Injured Reserve Liste gesetzt. Daraufhin konnte er erst wieder am 16. Spieltag beim 23:16-Sieg gegen die Cleveland Browns zum Einsatz kommen. Insgesamt kam er in seiner Rookie-Saison in 10 Spielen zum Einsatz und konnte dabei mit dem Ball für 232 Yards und 2 Touchdowns laufen.
In der Saison 2021 wurde Perine unter dem neuen Head Coach der Jets Robert Saleh fast gar nicht mehr berücksichtigt. Den Großteil der Saison war er inaktiv und kam nur in insgesamt vier Spielen zum Einsatz, bekam jedoch nur bei der 9:30-Niederlage gegen die New Orleans Saints am 14. Spieltag signifikante Spielzeit, in dem Spiel konnte er mit dem Ball bei sieben Versuchen für 28 Yards laufen.
Vor Beginn der Saison 2022 wurde Perine im Rahmen der Kaderverkleinerung auf 53 Spieler von den Jets entlassen. Am 1. September 2022 nahmen die Philadelphia Eagles Perine für ihren Practice Squad unter Vertrag, entließen ihn aber bereits sechs Tage darauf wieder. Am 18. Oktober statteten die Miami Dolphins Perine mit einem Vertrag für ihren Practice Squad auf, der mit Saisonende auslief.
Am 28. Januar 2023 erhielt er einen Vertrag für das Practice Squad der Kansas City Chiefs. Mit ihnen gewann er Super Bowl LVII gegen die Philadelphia Eagles rund zwei Wochen später, jedoch ohne zum Einsatz gekommen zu sein. Am 15. Februar 2023 unterzeichnete er einen Reserve-/Future-Vertrag bei den Chiefs. Er kam 2023 in drei Spielen für die Chiefs, die in dieser Saison den Super Bowl LVIII gewannen, zum Einsatz. Im Mai 2024 wurde er entlassen. Wenig später nahmen die Pittsburgh Steelers Perine unter Vertrag. Er wurde vor Saisonbeginn von den Steelers entlassen und schloss sich daraufhin dem Practice Squad der Green Bay Packers an. Am 10. September 2024 wurde Perine von den Packers entlassen, jedoch drei Wochen später von den Steelers erneut für deren Practice Squad verpflichtet.

## Persönliches
Perine hat zwei Cousins, die ebenfalls professionell American Football in der NFL spielen. Sein Cousin Samaje Perine spielt aktuell als Runningback bei den Kansas City Chiefs und sein Cousin Myles Jack spielte als Linebacker zuletzt bei den Pittsburgh Steelers.

## Karrierestatistiken
| Saison                             | Team             | Spiele | Spiele      | Gelaufen     | Gelaufen     | Gelaufen     | Gelaufen     | Gelaufen     | Gefangen     | Gefangen     | Gefangen     | Gefangen     | Gefangen     | Fumbles      | Fumbles      |
| Saison                             | Team             | Spiele | als Starter | Versuche     | Yards        | Avg          | Lang         | TD           | Passfänge    | Yards        | Avg          | Lang         | TD           | Gesamt       | Verloren     |
| ---------------------------------- | ---------------- | ------ | ----------- | ------------ | ------------ | ------------ | ------------ | ------------ | ------------ | ------------ | ------------ | ------------ | ------------ | ------------ | ------------ |
| 2020                               | Jets             | 10     | 0           | 64           | 232          | 3,6          | 20           | 2            | 11           | 63           | 5,7          | 14           | 0            | 0            | 0            |
| 2021                               | Jets             | 4      | 0           | 8            | 31           | 3,9          | 14           | 0            | 0            | 0            | 0,0          | 0            | 0            | 0            | 0            |
| 2022                               | Eagles           | 0      | 0           | Ohne Einsatz | Ohne Einsatz | Ohne Einsatz | Ohne Einsatz | Ohne Einsatz | Ohne Einsatz | Ohne Einsatz | Ohne Einsatz | Ohne Einsatz | Ohne Einsatz | Ohne Einsatz | Ohne Einsatz |
| 2023                               | Chiefs           | 3      | 1           | 22           | 77           | 3,5          | 10           | 0            | 3            | 33           | 11,0         | 25           | 0            | 0            | 0            |
| Gesamte Karriere                   | Gesamte Karriere | 17     | 1           | 94           | 340          | 3,6          | 20           | 2            | 14           | 63           | 6,9          | 25           | 0            | 0            | 0            |
| Quelle: pro-football-reference.com |                  |        |             |              |              |              |              |              |              |              |              |              |              |              |              |